# صوفي فلاك
صوفي فلاك (بالإنجليزية: Sophie Flack)‏ (8 أغسطس 1983، وترتاون في الولايات المتحدة)؛ راقصة باليه وروائية أمريكية.